# Ureli Corelli Hill
Ureli Corelli Hill (1802 - 2 de septiembre de 1875) fue un director de orquesta estadounidense, el primer presidente, director y director musical de la Sociedad de la Orquesta Filarmónica de Nueva York. Su abuelo, Frederick Hill, fue un pífano en la armada revolucionaria. Su padre, Uri Keeler Hill, fue un profesor de música y compositor. Su único hermano, George Handel Yanqui Hill, fue un escritor y actor célebre por su representación de los personajes yanquis.
Hill trabajó de manera alterna de director y violinista con la Sociedad de Música Sacra de Nueva York entre 1828 y 1835. Estudió en Alemania durante dos años con el compositor, director y violinista Louis Spohr. Tras regresar a Nueva York, Hill fue nombrado presidente de la recientemente fundada Sociedad de la Orquesta Filarmónica de Nueva York.
Para el concierto inaugural del 7 de diciembre de 1842 se iterpretó la Sinfonía Nº 5 de Beethoven, varios solos vocales y duetos, música de cámara de Hummel, la obertura Oberon de Carl Maria von Weber, y el estreno de una obertura de Jan Kalivoda. Esta mezcla era típica de conciertos en esa época. Para la tercera temporada, Hill invitó a Spohr y a Felix Mendelssohn para dirigir la orquesta, sin embargo ninguno de los dos pudo aceptar la invitación, enviando cartas de disculpa. Ambos serían nombrados después miembros honorarios de la Filarmónica.
Hill estuvo en Ohio de 1847 a 1850, pero regresó a Nueva York, y aceptó como violinista y miembro de la junta directiva de la orquesta. Como miembro de la junta directiva, se vio envuelto en la controversia de la naturaleza de la música americana y el rol que la orquesta debía tomar para promocionar y fomentar a los compositores americanos como George Bristow y William Henry Fry. 
Se cree que una serie empresas artísticas y de negocios sin éxito influyeron en que Hill se quitara la vida en 1875.
- Datos: Q774049
- Multimedia: Urelli Coreli Hill / Q774049